# Рашке, Ричард
Ричард Рашке (англ. Richard L. Rashke, род. 1936) — американский журналист, педагог и писатель, написавший научно-популярные книги, а также пьесы и сценарии. Он особенно известен своей историей «Побег из Собибора», впервые опубликованной в 1982 году и рассказывающей о массовом побеге в октябре 1943 года сотен еврейских заключённых из лагеря смерти в Собиборе в оккупированной немцами Польше. Книга была экранизирована в виде одноимённого телефильма 1987 года с Рутгером Хауэром в главной роли.

## Ранние годы и образование
Ричард Рашке родился в Милуоки, штат Висконсин, США в семье Гая и Анджелины (Лукшич) Рашке. У него был старший брат Дональд. Ричард посещал местные школы и интересовался писательством.

## Литературная карьера
Поработав журналистом, Рашке начал заниматься самостоятельным творчеством. Его первая книга «Дьякон в поисках идентичности» была посвящена дьякону в Римско-католической церкви и была опубликована издательством Paulist Press в 1975 году. 
Он следил за широкой оглаской дела Карен Силквуд, её смерти и иска, который её семья подала против её бывшего работодателя, Керр-Макги. Её жизнь и деятельность, а также подозрительная смерть стали предметом книги Рашке «Убийство Карен Силквуд: история дела Керр-Макги о плутонии», опубликованной Houghton-Mifflin в 1981 году.
Заинтересовавшись историей сопротивления сотен евреев, бежавших из Собибора, немецкого нацистского лагеря смерти в Польше, Рашке провёл исследование и взял интервью у выживших для своей книги 1982 года «Побег из Собибора». Книга была экранизирована в виде одноимённого телефильма 1987 года с Рутгером Хауэром в главной роли.
Одной из выживших в Собиборе, у которой брал интервью Рашке, была Эстер Тернер Рааб. В результате её рассказов о своём опыте она получила много писем, которыми поделилась с Рашке, так как она сказала, что они помогли ей исцелиться. Премьера его пьесы о ней и влиянии писем «Дорогая Эстер» состоялась в 1998 году в Вашингтоне, округ Колумбия, в Мемориальном музее Холокоста США.

## Личная жизнь
Рашке женат на Пауле Рашке. Они живут в Вашингтоне, округ Колумбия.

### Книги
- The deacon in search of identity. — Paulist Press[англ.], 1975. — ISBN 978-0-8091-1851-9.
- The Killing of Karen Silkwood: The Story Behind the Kerr-McGee Plutonium Case. — 2nd. — Houghton-Mifflin[англ.], 2000. — ISBN 978-0-8014-8667-8.
- Escape from Sobibor: Revised and Updated Edition. — Harrison, NY : Delphinium Books, Inc., 2013. — ISBN 978-1-4804-5851-2.
- Stormy Genius: The Rags to Riches Life of Bill Lear (with Pat Lear). — 3rd. — Houghton-Mifflin[англ.], 2014. — ISBN 978-1-4992-1785-8.
- Parker, Robert. Capitol Hill in Black and White (co-author). — New York : Dodd, Mead & Co., 1986. — ISBN 978-0-396-08670-3.
- Runaway Father: The True Story of Pat Bennett, Her Daughters and Their Seventeen-Year Search. — Harcourt Brace Jovanovich, 1988. — ISBN 978-0-15-179040-1.
- Trust Me. — Laytonsville, MD : Narco, LLC, 2001. — ISBN 978-0-9706825-0-5.
- Useful Enemies: America's Open-Door Policy for Nazi War Criminals. — New York : Delphinium Books, 2013. — ISBN 978-1-883285-51-7.
- The Whistleblower's Dilemma: Snowden, Silkwood And Their Quest For the Truth. — Delphinium Books, Inc., 2015. — ISBN 978-1-883285-68-5.
- Children's Letters to a Holocaust Survivor: Dear Esther (with Esther Terner Raab). — 1st. — Historic Heroines, 2016. — ISBN 978-0-9972885-0-6. В октябре 1943 года Эстер Тернер и ещё 300 евреев бежали из Собибора, нацистского лагеря смерти на востоке Польши. Это был самый крупный побег времён Второй мировой войны и тема «Побега из Собибора». Эта книга и основанный на ней фильм принесли Эстер множество приглашений выступить в государственных школах. После её смелой истории дети присылали ей сотни писем, в которых выражалась их любовь, беспокойство и возмущение. Эти письма послужили источником вдохновения для пьесы «Дорогая Эстер». Сборник сердечных писем, стихов и рисунков школьников, присланных Эстер, стали частью этой пьесы.

### Пьесы
- Asking For It
- Bang! (не опубликовано)
- Dear Esther. — 1st. — Dear Esther Productions, 2000. — ISBN 978-0-9678679-0-8.
- Love in a Petri Dish
- Pius (не опубликовано)
- Season to Season (не опубликовано)